# Nora Stanton Blatch Barney
Nora Stanton Blatch Barney, nata Nora Stanton Blatch (Basingstoke, 30 settembre 1883 – Greenwich, 18 gennaio 1971), è stata un'ingegnere e architetto inglese.

## Biografia
Era la figlia di William Blatch e Harriot Eaton Stanton, figlia di Elizabeth Cady Stanton. Ha studiato latino e matematica presso la Horace Mann School di New York, a partire dal 1897, per poi tornare in Inghilterra per trascorrere le estati. La famiglia si trasferì negli Stati Uniti nel 1902. Nora frequentò la Cornell University, laureandosi nel 1905 come la prima donna a conseguire una laurea in ingegneria civile negli Stati Uniti. Nello stesso anno, è stata accettata come un giovane membro dell'American Society of Civil Engineers (ASCE), e ha iniziato a lavorare per il consiglio di New York per l'approvvigionamento idrico. Seguendo gli esempi della madre e della nonna, Nora è diventata attiva anche nel movimento per il voto femminile.

## Matrimoni

### Primo matrimonio
Nel 1908, sposò l'inventore Lee De Forest, e ha contribuito a gestire alcune delle aziende da lui fondate per promuovere la sua invenzione e la nuova tecnologia del wireless (radio). Tuttavia, la coppia si è separata solo un anno più tardi, in gran parte a causa dell'insistenza di De Forest affinché la moglie lasciasse la sua professione e diventasse una casalinga. Poco dopo, nel giugno 1909, Nora ha dato alla luce la loro figlia, Harriot Stanton De Forest. Nello stesso anno, Nora ha iniziato a lavorare come ingegnere per la Radley Steel Construction Company. Divorziarono nel 1911. Dopo il divorzio, ha continuato la sua carriera di ingegnere, lavorando per il New York Public Service Commission come assistente ingegnere, e più tardi per le opere pubbliche amministrazione nel Connecticut e Rhode Island come architetto, ispettore di ingegneria e progettista strutturale in acciaio.

### Secondo matrimonio
Nel 1919, sposò Morgan Barney, un architetto di marina. La loro figlia, Rhoda Barney Jenkins, è stata un architetto e un'attivista sociale.

## Morte
Nora ha continuato a lavorare per la parità di diritti per le donne e la pace nel mondo, e nel 1944 scrisse World Peace Through a People's Parliament.
Morì il 18 gennaio 1971 a Greenwich.